# Sericoides multicolor
Sericoides multicolor är en skalbaggsart som beskrevs av Martinez 1956. Sericoides multicolor ingår i släktet Sericoides och familjen Melolonthidae. Inga underarter finns listade i Catalogue of Life.